# Cathédrale Notre-Dame de Fribourg
Cette  cathédrale n’est pas la seule cathédrale Notre-Dame.
Ne doit pas être confondu avec Cathédrale Saint-Nicolas de Fribourg.
La cathédrale Notre-Dame (en allemand : Freiburger Münster) est la cathédrale de Fribourg-en-Brisgau, dans le Land de Bade-Wurtemberg en Allemagne. Elle est construite en trois étapes. La première débute en 1120 sous le règne du duc Conrad de Zähringen, la seconde en 1210, et la troisième en 1230. La célèbre tour, quant à elle, avec sa remarquable flèche ajourée, date du début du XIVe siècle. L'église devient le siège de l'archidiocèse de Fribourg-en-Brisgau en 1827.

## Architecture

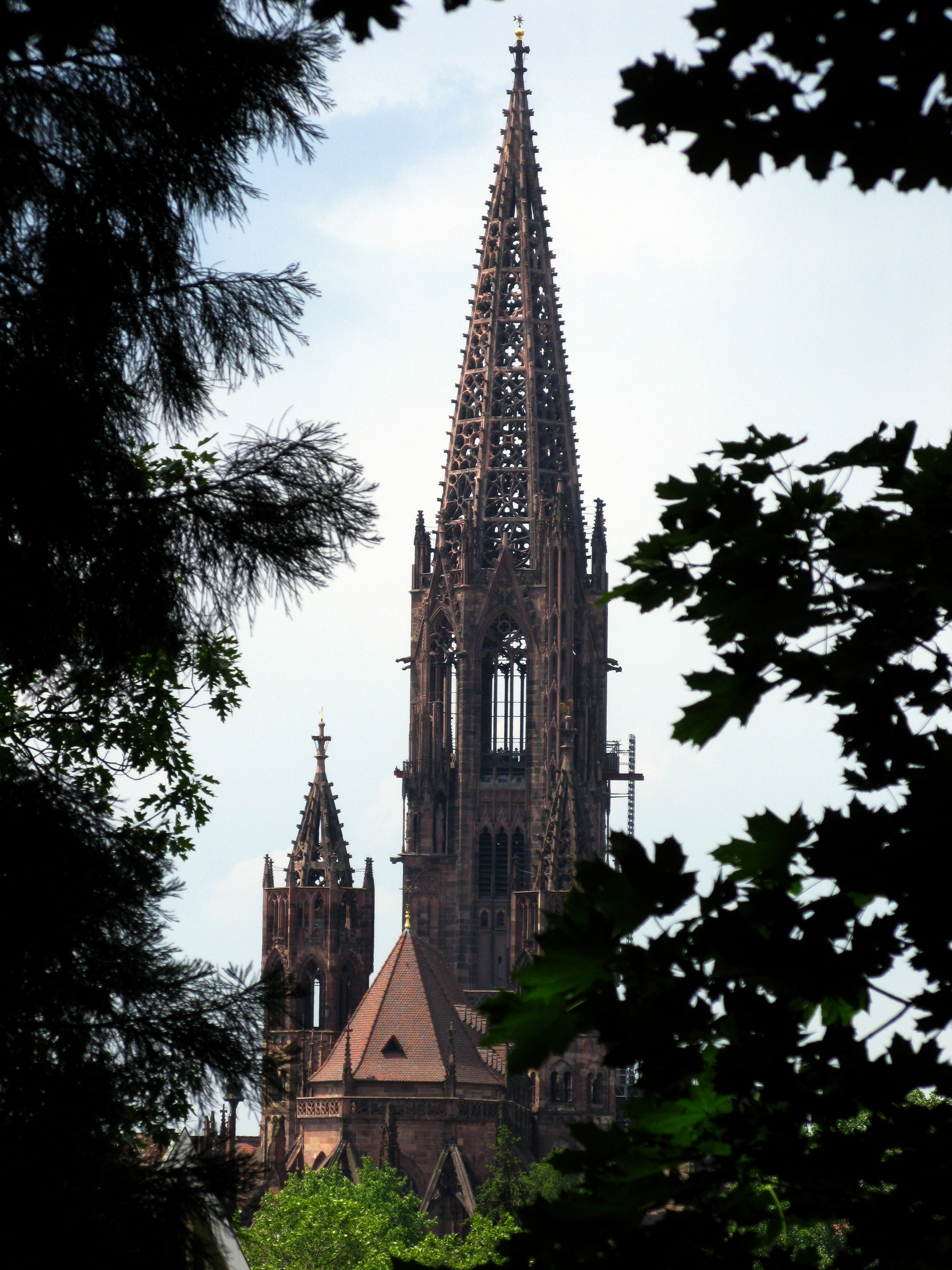
Vue éloignée de la flèche.

L’historien suisse Jacob Burckhardt est souvent cité pour avoir dit que la tour de l’église de 116 m de haut est la plus belle de toutes les tours de l’architecture chrétienne.
La tour est presque carrée à sa base, se prolonge en son centre par une section à douze côtés, par-dessus cette section, la tour devient octogonale et en forme de fuseau, et au-dessus de cela, se prolonge par une flèche.
Elle constitue la seule église gothique allemande dont la tour a été achevée au Moyen Âge (1330), et a miraculeusement été préservée jusqu’alors, survivant aux bombardements de l'Opération Tigerfish de novembre 1944, qui détruisirent beaucoup des maisons environnantes. Au cours du bombardement, la tour devait résister à de lourdes vibrations, sa survie à ces vibrations est attribuée à son ancrage principal qui relie les sections de la flèche. Les vitraux avaient à l’époque été déposés et de ce fait ne subirent aucun dommage.
Avant 1827, la cathédrale était une simple église paroissiale. C'est pourquoi, contrairement aux autres cathédrales gothiques, la cathédrale de Fribourg n'a qu'une seule tour, seules les églises étant siège épiscopal ayant habituellement deux tours en Allemagne.
Depuis peu, on sait que l'architecte auteur du plan de la tour est Erwin von Steinbach, déjà réputé pour être le concepteur de la façade de la cathédrale Notre-Dame de Strasbourg.
Le côté arrière de la cathédrale n'a jamais été entièrement fini ; il contient simplement le strict minimum : aucune statue ni gargouille ne sont présentes.

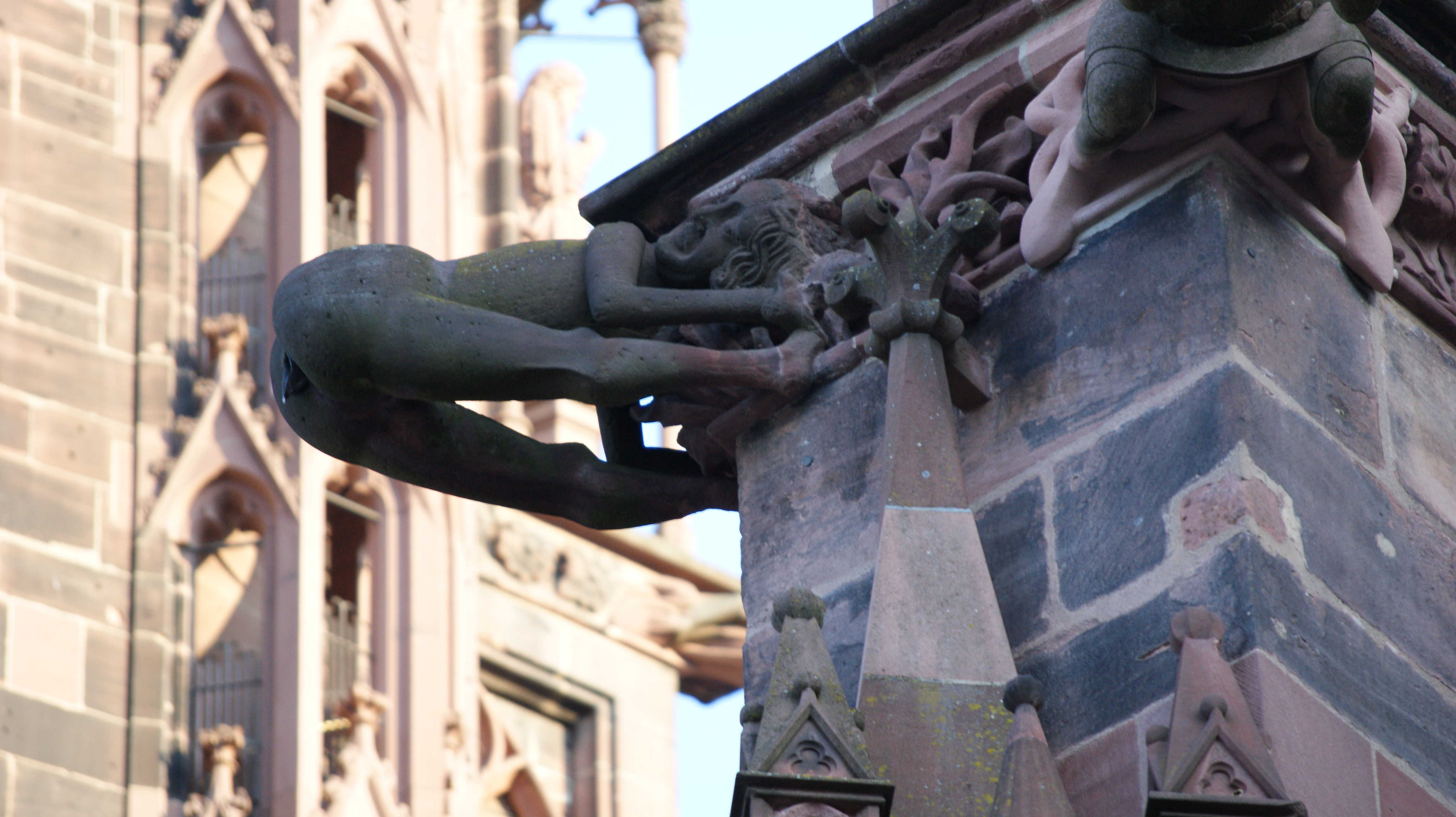
Gargouille à figure humaine montrant ses fesses.

Une des gargouilles du côté sud représente une figure nue, humaine, aux longs cheveux, qui montre ses fesses dénudées, d'où l'eau s'écoule. Elle aurait été sculptée par un artisan mécontent de son salaire et du retard de son paiement.

## Intérieur

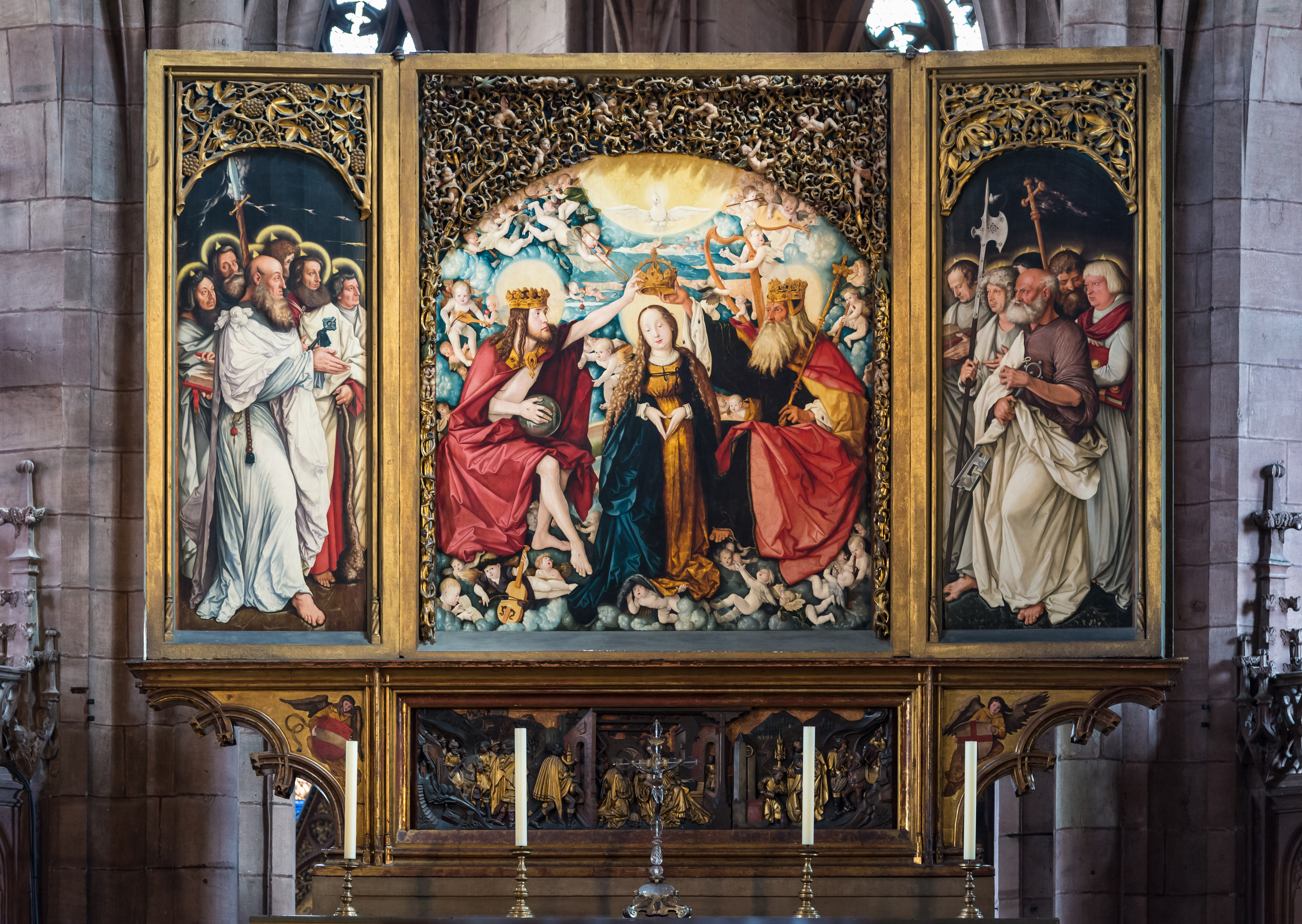
L'un des autels de la cathédrale, réalisé par Hans Baldung vers 1512-1516.

La cathédrale comprend deux autels principaux : le grand autel de Hans Baldung, et un autre autel de Hans Holbein le Jeune dans une chapelle latérale.

Vitraux de la cathédrale
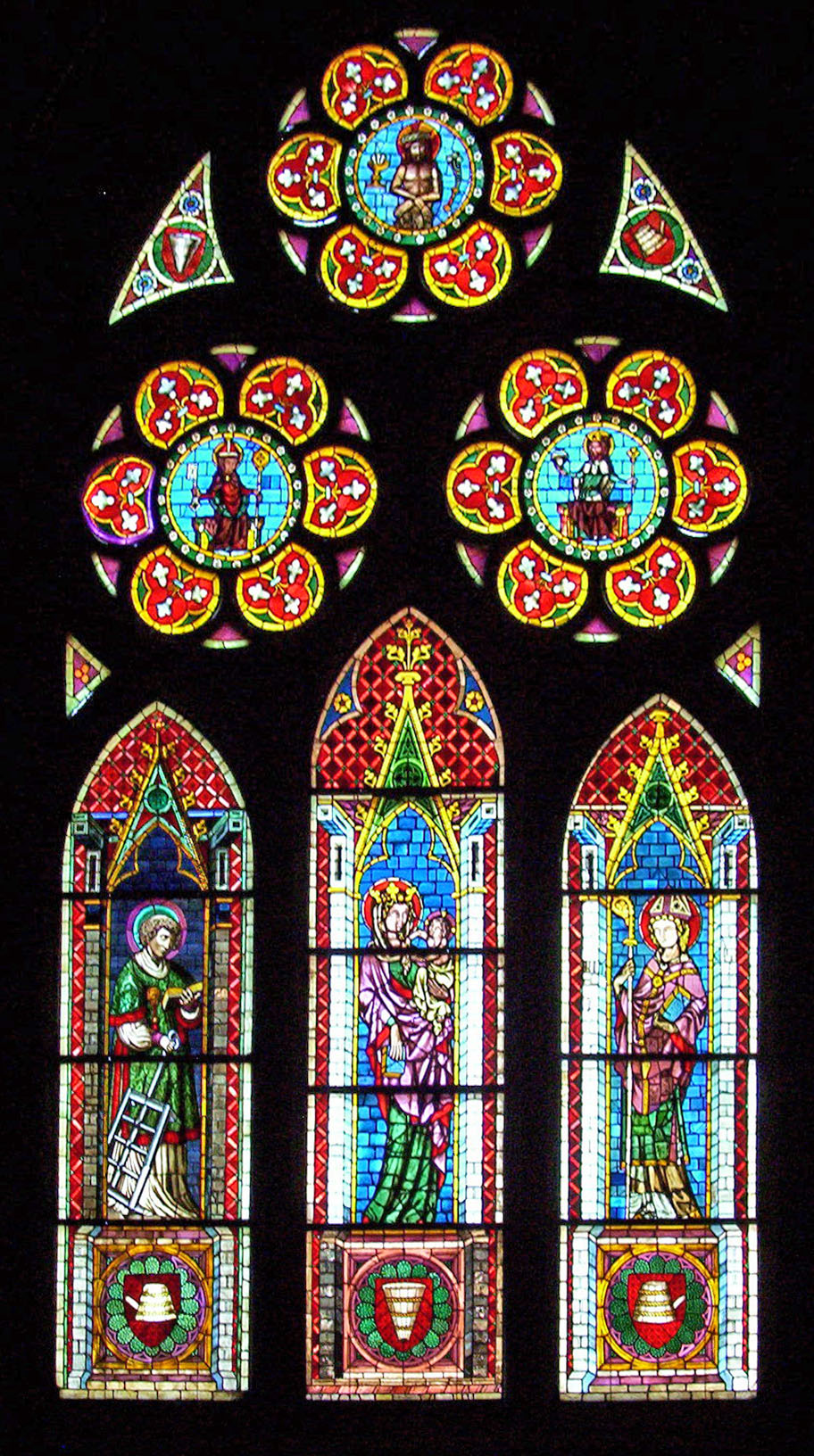
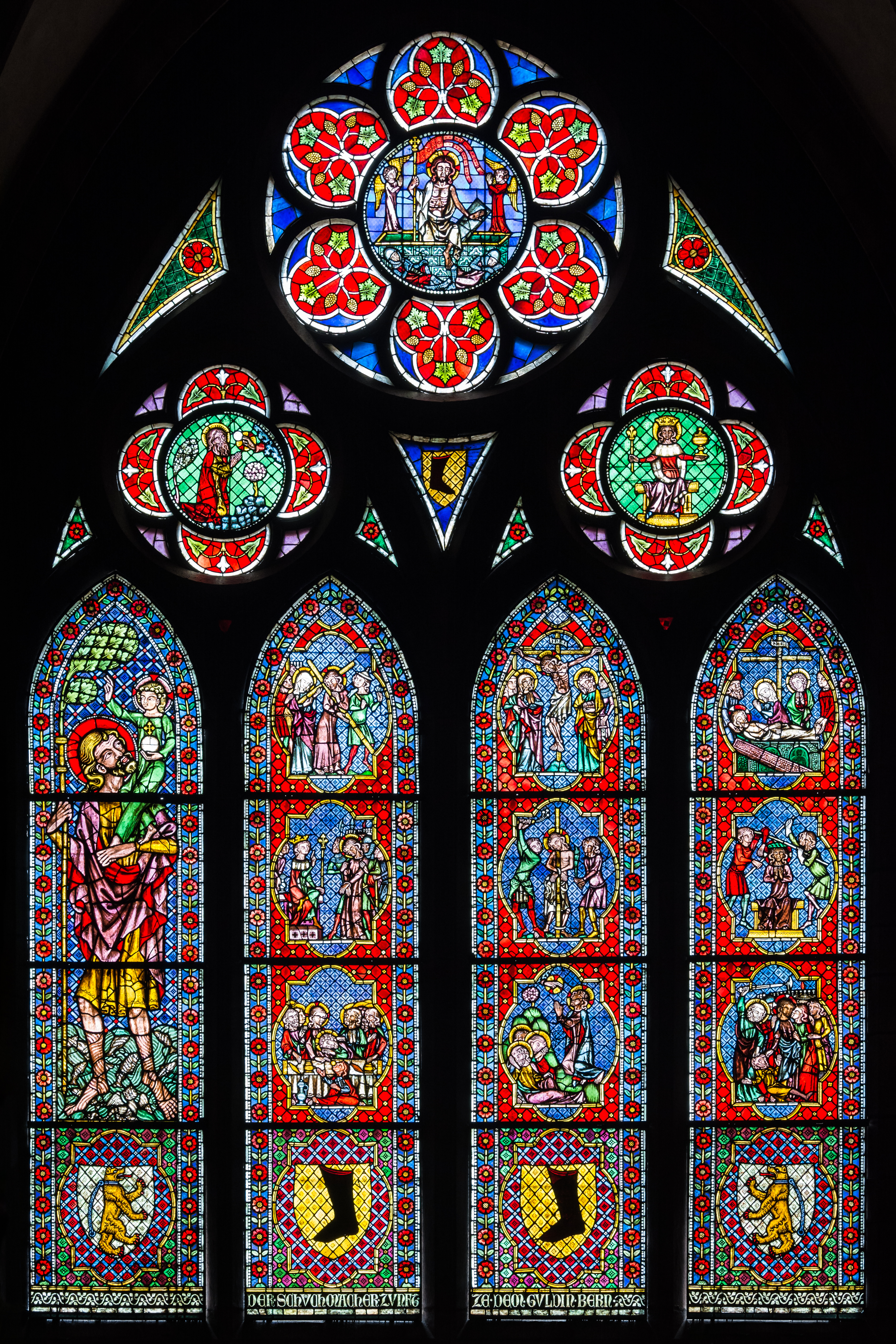
De maîtres anonymes, vers 1320.
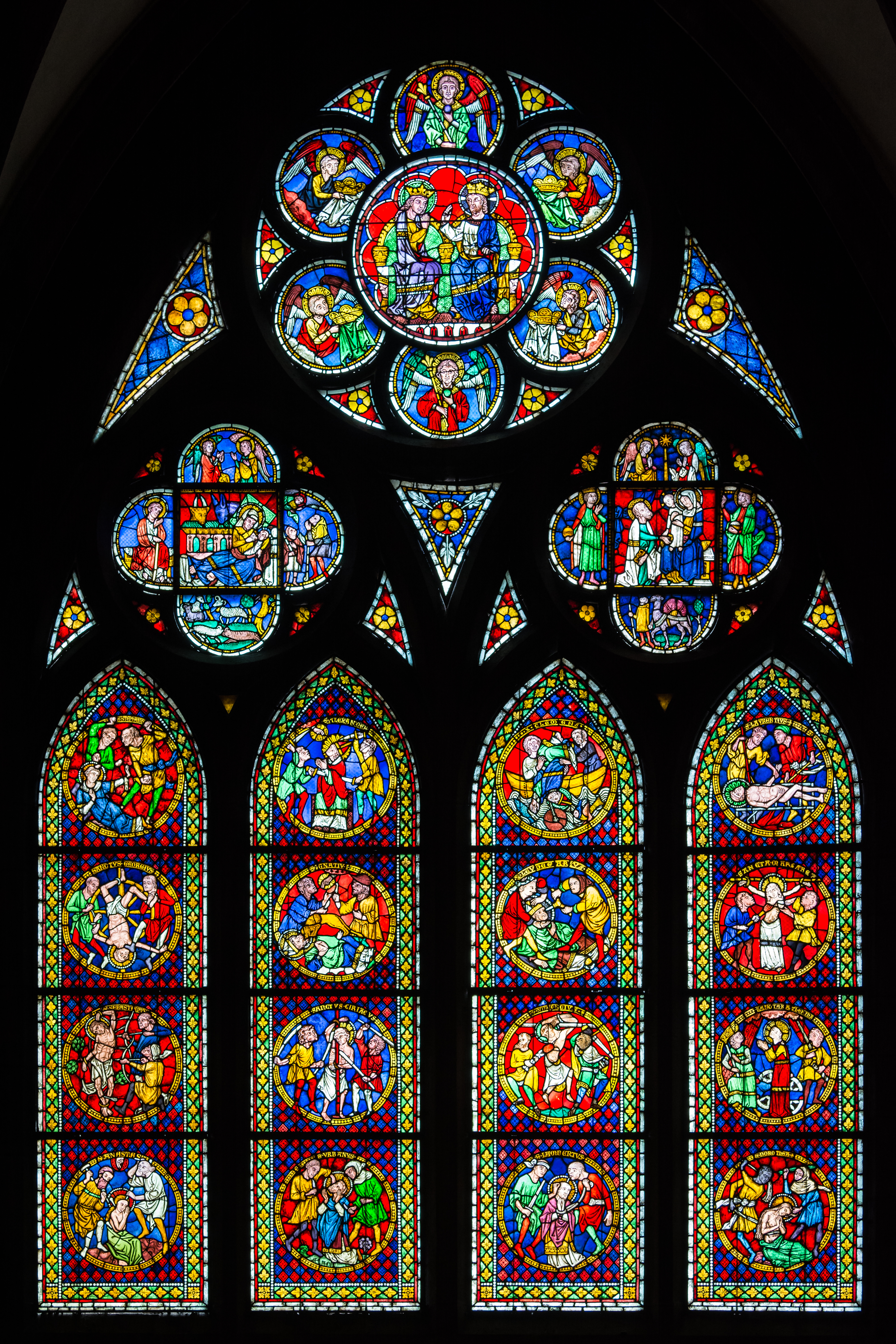
La fenêtre des martyrs, du XIIIe siècle, dans l'aile sud.

Les vitraux sont des dons de guildes, et comprennent des symboles les représentant. La couleur profondément rouge de certains des vitraux n'est pas la conséquence d'un colorant, mais plutôt le résultat de la suspension de nano-particules d'or. Ils représentent les différents corps de métier. 
En 2003, la tenture de Carême a été restaurée et remise en place avec un nouveau matériel de suspension. Elle pèse désormais plus d'une tonne et doit être déplacée de l'atelier avec de lourds appareillages pour son utilisation pendant le Carême.
Le clocher renferme une horloge monumentale de Jean-Baptiste Schwilgué datant de 1851.

## Les cloches

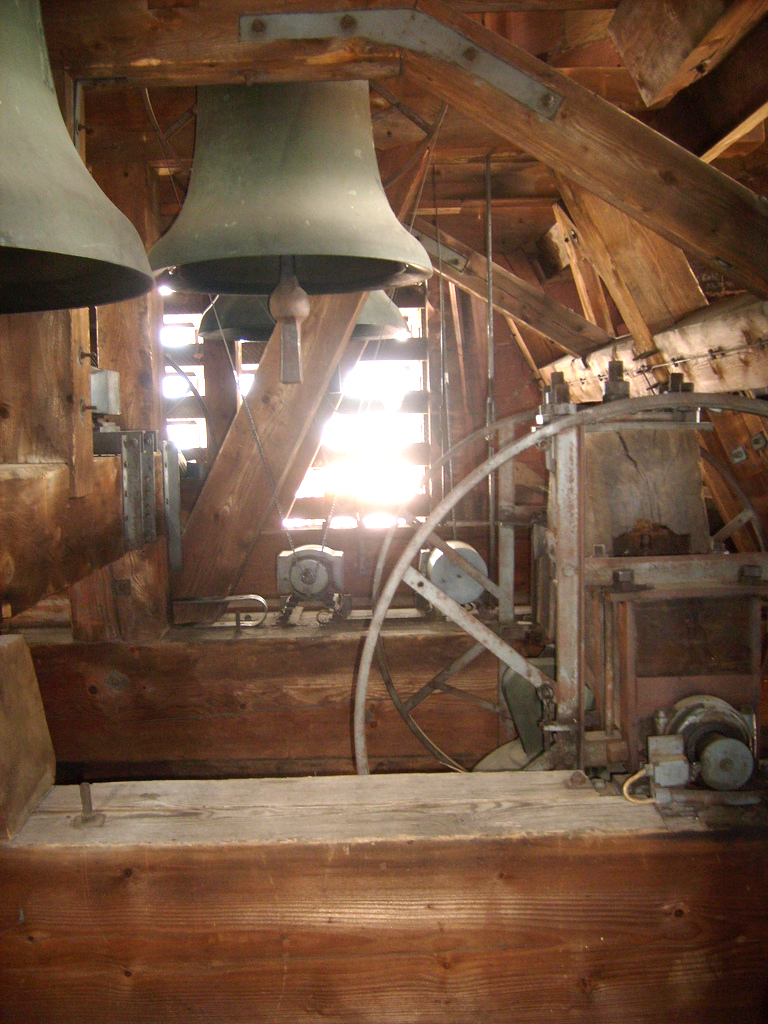
Les cloches de la cathédrale en 2007.

Le beffroi de la cathédrale contient un ensemble campanaire impressionnant de dix-neuf cloches, c'est l'un des plus grands d'Allemagne, et également l'un des plus harmonieux. La plus ancienne cloche encore en place est la vénérable «Hosanna» datant de 1258, sonnant en mi bémol3 et pesant trois mille deux cent quatre-vingt-dix kilos. Cette cloche peut être entendue le jeudi soir après l’Angélus, le vendredi à 11 heures pour commémorer la Crucifixion (ce qui valut à la cloche le surnom de Spätzleglocke, les Fribourgeoises préparant traditionnellement les pâtes à cette heure-là), le samedi soir, et chaque année le 27 novembre, en souvenir du raid aérien sur la ville.
Obscure, l'histoire des cloches de la cathédrale a commencé pendant la période de construction romane. Nous ne savons toujours pas où Hosanna, la plus ancienne des cloches qui date de 1258, aurait pu être accrochée avant d'être placée dans la tour Ouest, achevée vers 1300. Quoi qu'il en soit, l'immense beffroi en bois de sapin, qui s'étend sur plusieurs étages, a été construit avant que la tour actuelle ne soit achevée, ce dernier servait également d'échafaudage jusqu'au XIIIème siècle, où il obtint sa fonction actuelle. Grâce à des circonstances historiques heureuses, l'évolution des cloches au cours des 750 dernières années peut être retracée presque entièrement. «Hosanna» (mi bémol) a été coulée en 1258, quatre ans après la mort du dernier roi Hohenstaufen, Conrad IV. C'est l'une des rares cloches conservées de son époque, malheureusement son fondeur et son lieu de coulée restent inconnus. Pendant près de six cents ans, Hosanna fut la plus grande cloche du carillon et servit de bourdon pour les jours de particulière solennité. Grâce aux sommes d'argent données par les nobles et les citoyens, la cloche fut un repère dans le quotidien de la ville et marquait les différents évènements comme par exemple, les incendies ou les tempêtes. Il perdure encore aujourd'hui deux sonneries historiques : tous les jeudis soirs, Hosanna commémore l'Agonie du Christ sur le Mont des Oliviers et le vendredi à 11 heures, sa Crucifixion. Elle appelle également les Fribourgeois à pour prier pour les défunts de la semaine, le samedi soir. L'ont rejoint : en 1281, la cloche de sermon comme cloche des dimanches ordinaires, en 1300, la cloche de l'Angélus, en 1363, la cloche des heures, reliée à l'horloge au-dessus de la plate-forme. Puis au XIVème ou XVème siècle, la petite cloche d'argent, la cloche du conseil et probablement dans le dernier quart du XVème siècle, une autre cloche de volée sans inscription. En 1481, une cloche spécialement dédiée à la prière du Salve Regina fut coulée, étant donné l'importante croissance de la dévotion de la Chrétienté pour cette acclamation à Notre-Dame. En 1570, c'est la cloche des veillées ou des rassemblements de la confrérie (qui sonnait également avant les funérailles) fut forgée, et c'est en 1606, que la cloche des Vêpres vit le jour par Hans-Ulrich Bindzlin, à Breisach. Une cloche au-dessus du transept sud a été mentionnée pour la première fois en 1697 alors que la tourelle du toit était en construction. L'inventaire de la cathédrale, réalisé en 1820 fait état d'une «cloche des messes basses». La tradition de sonner la cloche funéraire au décès d'un paroissien a été reprise en 1735 sur celle fondue par Hans Friedrich Weitnauer, à Bâle. En 1773, Sebastian Bayer fondit une cloche destinée à rappeler les citoyens de Fribourg à payer les traites de Noël, elle portait une inscription laïque et sonnait deux fois par semaine entre la Saint-Martin et Noël.
La cathédrale de Fribourg conserva pendant six siècles, un certain nombre de cloches anciennes, jusque dans les années 1840 où un important travail de refonte du carillon eût été entrepris, en l'honneur de l'élévation du diocèse de Fribourg, en archidiocèse, le 16 août 1827. Le Chapitre métropolitain fribourgeois décida d'enlever sept anciennes cloches pour en doter de huit nouvelles, et grâce à la générosité de donateurs, on pût en ajouter deux supplémentaires. Les dix nouvelles furent coulées par Carl Rosenlächer à Constance, entre 1841 et 1843. Elles sonnèrent en si2, ré3, fa3, fa dièse3, la3, si3, do dièse4, ré4, fa4 et si4, à partir duquel, conformément au goût de l'époque, seuls des motifs harmonieux partiels étaient joués. De l'inventaire précédent subsistent la cloche doyenne Hosanna, datant de 1258, la cloche en argent du XIIIe siècle et la petite cloche sonnant les vêpres qui date de 1606. Malheureusement, le carillon de Rosenlächer ne subsista que peu de temps, dès 1866, la plus petite se fêla et fut recoulée par Johann Baptist Koch, à Fribourg. Ensuite, la Première Guerre mondiale en réquisitionna cinq (les quatre plus petites et le bourdon) pour les fondre et utiliser leur bronze afin de fabriquer des armes. En 1927, l'entreprise Grüninger de Villingen fit retrouver à Notre-Dame de Fribourg-en-Brisgau, les quatre petites cordes de sa voix mélodieuse, mais ces dernières ne purent être livrées qu'en 1942. En 1947, c'est la plus petite cloche de la cathédrale qui revient des entrepôts de Hambourg, celle-ci se fêle l'année suivante et n'a été réparée puis réinstallée qu'en 2008. L'ancien bourdon sonnant en sol2 fut un don de la Suisse en 1950, certainement à l'occasion de la proclamation du dogme de l'Assomption de la très-sainte Vierge Marie, patronne de la cathédrale, par le pape Pie XII.
En 1959, l'archevêque Hermann Schäufele et le chapitre métropolitain, ralliés aux conseils des experts en cloches Rolli et du professeur Stemmer décident que le carillon soit complètement remplacé, par un nouveau, à l'exception d'Hosanna, de la cloche de vêpres et de la cloche d'argent. Ainsi, le vendredi 29 septembre 1959 (vendredi dans la dix-huitième semaine après la Pentecôte), ce sont quinze toutes nouvelles cloches fabriquées en trois moulages puis fondues par le réputé maître-fondeur bavarois Friedrich Wilhelm Schilling à Heidelberg, le nouveau carillon a été béni et consacré par l'archevêque, le jour de la Saint-Luc, le 18 octobre 1959. Élégantes, les nouvelles cloches forment une impressionnante gamme musicale s'étendant sur deux octaves et demi. Celui-ci est l'un des premiers à avoir été fondu dans la technique des profils ultra-lourds : plus la cloche est lourde et épaisse selon la note désirée, plus le son est volumineux, mœlleux et agréable à l'oreille. Il forme un groupe mineur qui s'étend sur deux octaves et demie. Les cloches plus petites peuvent également avoir un bon son car elles sont plus lourdes que la cloche de base. Les carillons de la cathédrale furent parmi les premiers en Allemagne à utiliser cette progression des nervures. La plus grande sonne en sol2 et pèse six mille huit cent cinquante-six kilos et la plus petite, sonnant en ré5, pèse soixante-dix-neuf kilos. Sur ces cloches, les inscriptions ont été créées par Robert Schlund, apposées par Alfred Riedel, les portraits sont signés Harry Mac Léandre. Elles ont été coulées dans un alliage traditionnel d'airain (78% de cuivre rouge, 22% d'étain et moins d'1% d'impuretés : zinc, antimoine, plomb....).
En 2008, deux vieilles cloches jusqu'alors hors d'usage ont été réinstallées dans le beffroi, portant à dix-huit le nombre de cloches se trouvant dans la tour. Une dix-neuvième cloche (la4), destinée à sonner les baptêmes, est installée dans le clocheton dressé au-dessus du croisillon sud du transept. Dans le cadre de la rénovation de la flèche, du clocher et de la salle du gardien de la tour, réalisée entre 2012 et 2018, toutes les cloches ont été équipées d'un nouveau jeu de battants fabriqué selon les critères ProBell®. Les carillons sont désormais très bien équilibrés et clairement définis. Une attention particulière a été accordée à la meilleure protection possible des cloches historiques et à la coordination minutieuse des interactions dynamiques entre le tintement des cloches et la structure de la tour.
| Nom/Usage                                                                                 | Note            | Diamètre (centimètres) | Poids (kilos) | Fonte                                | Fin de service      | Inscriptions |
| ----------------------------------------------------------------------------------------- | --------------- | ---------------------- | ------------- | ------------------------------------ | ------------------- | --- |
| Silberglöckchen ou la petite cloche en argent                                             | fa5             | 35,2                   | 31,8          | XIIIème siècle                       | Toujours en service | |
| Hosanna                                                                                   | mi bémol3 +2/16 | ≈161                   | 3 290         | vendredi 12 juillet 1258             | Toujours en service | Épaules : † OREX GLORIE VENI CUM PACE † ME RESONANTE PIA POPULO SUCCURE MARIA † ANNO DOMINI M•C•C•L•VIII•I•XV•KLAS•AUGUSTI• STRUCTA•EST•CANPANA («Ô Roi de gloire, venez en paix, † hâtez vous de secourir votre peuple fidèle † j'ai été fondue le 15 des calendes d'août en l'année du Seigneur 1258») |
| La cloche des sermons Predigtglocke                                                       | ?               | ?                      | ?             | vers 1281                            | 1826                | ? |
| La cloche de la prière Betglocke                                                          | ?               | ?                      | ?             | vers 1300                            | 1840                | ? |
| La cloche des heures Uhrglocke                                                            | ?               | ?                      | ?             | vers 1363                            | 1840                | ? |
| La cloche des baptêmes Taufglocke                                                         | la bémol4 +1/16 | 55                     | 95            | XVème siècle                         | Toujours en service | ? |
| Salve Regina-Glocke                                                                       | ?               | ?                      | ?             | 1481                                 | 1840                | ? |
| Autre cloche ???                                                                          | ?               | ?                      | ?             | fin XVème                            | 1840                | ? |
| La cloche des veillées et des funérailles Vigilglocke                                     | ?               | ?                      | ?             | 1570                                 | 1840                | ? |
| La cloche des Vêpres Vesperglöckchen                                                      | si4             | 51                     | 81,2          | 1606 Hans-Ulrich BINTZLIN Breisach   | Toujours en service | ? |
| Une cloche se trouvant au-dessus du transept sud : celle des messes ordinaires Messglocke | ?               | ?                      | ?             | avant 1697                           | Pas après 1840      | ? |
| Totenglocke                                                                               | ?               | ?                      | ?             | 1735                                 | 1840                | ? |
| La cloche de paiement des traites de Noël Zinsglocke                                      | ?               | ?                      | ?             | 1773 Sebastian BAYER                 | 1840                | ? |
| Ancien carillon                                                                           | si2             | ?                      | ?             | 1841-1842 Carl ROSENLÄCHER Constance | 1914/1915           | ? |
| Ancien carillon                                                                           | ré3             | ?                      | ?             | 1841-1842 Carl ROSENLÄCHER Constance | Pas après 1958      | ? |
| Ancien carillon                                                                           | fa3             | ?                      | ?             | 1841-1842 Carl ROSENLÄCHER Constance | Pas après 1958      | ? |
| Ancien carillon                                                                           | fa dièse3       | ?                      | ?             | 1841-1842 Carl ROSENLÄCHER Constance | Pas après 1958      | ? |
| Ancien carillon                                                                           | la3             | ?                      | ?             | 1841-1842 Carl ROSENLÄCHER Constance | Pas après 1958      | ? |
| Ancien carillon                                                                           | si3             | ?                      | ?             | 1841-1842 Carl ROSENLÄCHER Constance | Pas après 1958      | ? |
| Ancien carillon                                                                           | do dièse4       | ?                      | ?             | 1841-1842 Carl ROSENLÄCHER Constance | 1914/1915           | ? |
| Ancien carillon                                                                           | ré4             | ?                      | ?             | 1841-1842 Carl ROSENLÄCHER Constance | 1914/1915           | ? |
| Konrad                                                                                    | la4             | ?                      | ?             | 1843 Carl ROSENLÄCHER Constance      | 1914/1915           | ? |
| Certainement Michael                                                                      | si4             | ?                      | ?             | 1866 Johann KOCH                     | 1914/1915           | ? |
| Petite cloche de l'ancien carillon Michael                                                | ?               | ?                      | ?             | 1843 Carl ROSENLÄCHER Constance      | 1866                | ? |
| Nouvelles cloches de l'ancien carillon                                                    | do dièse4       | ?                      | ?             | 1927 Entreprise GRÜNINGER Villingen  | Pas après 1958      | ? |
| Nouvelles cloches de l'ancien carillon                                                    | ré4             | ?                      | ?             | 1927 Entreprise GRÜNINGER Villingen  | Pas après 1958      | ? |
| Nouvelles cloches de l'ancien carillon                                                    | la4             | ?                      | ?             | 1927 Entreprise GRÜNINGER Villingen  | Pas après 1958      | ? |
| Nouvelles cloches de l'ancien carillon                                                    | si4             | ?                      | ?             | 1927 Entreprise GRÜNINGER Villingen  | Pas après 1958      | ? |
| Précédent bourdon                                                                         | sol2            | ?                      | ?             | 1950 Suisse                          | Pas après 1958      | ? |

| N° | Nom(s)/Dédicataire(s)                                                                               | Note nominale (/16èmes) | Diamètre (cm) | Poids (kilos) | Inscriptions | Décorations |
| -- | --------------------------------------------------------------------------------------------------- | ----------------------- | ------------- | ------------- | --- | --- |
| 1  | Notre-Seigneur Jésus-Christ Große Glocke (le bourdon)                                               | sol2                    | 213,3         | 6 856         | Épaules : JESUS CHRISTUS HERI ET HODIE IPSE ET IN SÆCULA † IPSIUS SUNT TEMPORA ET SÆCULA † IPSI GLORIA ET IMPERIUM PER UNIVERSA ÆTERNITATIS SÆCULA † AMEN † («Jésus-Christ hier et aujourd'hui † À lui le temps et l'éternité † À lui la gloire et la souveraineté durant toute l'éternité † Ainsi soit-il») De l'autre face : IN SEMITA IUSTITIÆ VIA † AD MCMLIX («Dans le sentier de la justice est la vie † An du Seigneur 1959») | Le Christ en majesté tenant un livre contenant les lettres grecques α et Ω et entouré des symboles des quatre Évangélistes : haut-gauche l'ange (Matthieu), bas-gauche le lion (Marc), bas-droit le taureau (Luc), et haut droit l'aigle (Jean). De l'autre côté, les armoiries et la devise de Son Excellence Hermann SCHÄUFELE; Archevêque de Fribourg-en-Brisgau (1958-1977) |
| 2  | Le saint Apôtre Pierre Petrus                                                                       | si2                     | 177,4         | 3 917         | Épaules : BEATE PASTOR PETRE † ECCLESIÆ PETRA ATQUE CÆLI IANITOR † FIDEM CONFIRMA CRIMINUMQUE VINCULA RESOLVE † («Ô bienheureux Pasteur Pierre † vous qui êtes la pierre angulaire de l'Église et le portier des Cieux † fortifiez notre foi et défaites les liens de nos forfaits») | Pierre tenant les clés du Paradis sur la cathèdre et un filet rempli de poissons |
| 3  | Le saint Apôtre Paul Paulus                                                                         | do3                     | 156,6         | 2 644         | Épaules : EGREDIE DOCTOR PAULE † MAGISTER GENTIUM † PRÆDICA GRATIAM † MORES INSTRUE † DILATA CORDA («Ô sublime Docteur Paul † Enseigneur des Gentils † proclamez l'Évangile de la grâce † instruisez les bonnes vertus † élargissez les cœurs») | Paul tenant un livre et une épée |
| 4  | La très-sainte Vierge Marie, patronne de la cathédrale Maria                                        | ré3                     | 149           | 2 290         | Épaules : SANCTA MARIA MATER DEI † ORA PRO NOBIS PECCATORIBUS † NUNC ET IN HORA MORTIS NOSTRÆ † AMEN («Sainte-Marie Mère de Dieu † priez pour nous pauvres pécheurs † maintenant et à l'heure de notre mort † Ainsi soit-il») | Notre-Dame de la Paix tenant le Divin Enfant d'une main et un globe dans l'autre, et entourée de huit anges |
| 5  | Le saint Patriarche Joseph, époux de la Sainte Vierge, père nourricier du Fils unique de Dieu Josef | fa3                     | 124,2         | 1 354         | Épaules : PATER IOSEPH † OPIFEX COLENDE † SANCTUM SPECULUM † FABRORUM OPERA NOSTRA TUERE («Ô Patriarche Joseph † vénérable charpentier † saint exemple des travailleurs † daignez protéger nos œuvres») | Joseph tenant une scie à couper le bois |
| 6  | Le saint Ermite Nicolas, protecteur de la Suisse Nikolaus von Flüe                                  | sol3                    | 109,5         | 958           | Épaules : S• NICOLAE DE FLUE † AUCTOR PACIS ET PATER PATRIÆ † INTERVENI PRO NOBIS APUD DEUM † QUI PACEM PROPITIUS NOSTRIS CONCEDAT TEMPORIBUS («Ô Saint-Nicolas † artisan de paix et père de la patrie † intercédez pour nous auprès de Dieu † afin qu'il concède la paix à notre temps et qu'il nous soit favorable») | Nicolas tenant son chapelet et se trouvant devant son ermitage dans les montagnes |
| 7  | Le saint Évangéliste Jean Johannes                                                                  | la3                     | 108,1         | 913           | Épaules : SANCTE IOANNES † QUI FLUENTA EVANGELII DE IPSO SACRO DOMINICI PECTORIS FONTE POTASTI † INSERE CORDIBUS NOSTRIS MANDATUM DOMINI («Ô Saint-Jean † vous qui vous êtes abreuvé de l'Évangile dans la sainte fontaine jaillissante de la côte du Seigneur lui-même † semez nos âmes des commandements de Dieu») | Jean tenant son Évangile et un aigle |
| 8  | Le saint Apôtre Jacques Jakobus                                                                     | si3                     | 102,2         | 803           | Épaules : SANCTE IACOBE APOSTOLE † TESTIS GLORIÆ CHRISTI † APP. MARTYR PRINCEPS † DIRIGE PEDES NOSTROS IN VIAM SALUTIS («Ô Saint-Jacques Apôtre † témoin de la gloire du Christ † premier des Martyrs parmi les Apôtres † guidez nos pieds sur la voie du salut») | Jacques tenant son bâton de pèlerin et coiffé d'un chapeau orné d'une coquille |
| 9  | Le saint Pontife Conrad Konrad                                                                      | do4 +1                  | 90,3          | 560           | Épaules : SANCTUS CONRADUS SACERDOS ET PONTIFEX † SANGUINIS CHRISTI CULTOR ET PASTOR BONUS IN POPULO † PATER PAUPERUM † SIT NOBIS PATRONUS APUD DOMINUM («Ô Saint-Conrad Prêtre et Évêque † adorateur du Sang divin et bon pasteur † ami des pauvres † soyez notre patron auprès du Seigneur») | Conrad de Constance avec sa mitre, sa crosse et son calice |
| 10 | Le bienheureux Marquis Bernard de Bade Bernhard                                                     | ré4                     | 79,3          | 381           | Épaules : BEATE BERNARDE MARCHIO BADENSIS † CHRISTI MILES SCUTO FIDEI ET CASTITATIS † CINGULO ARMATUS † CONVOCA POPULOS † REGE IUVENES † PROTEGE PATRIAM («Ô bienheureux Bernard, Marquis de Bade † vous êtes un vaillant soldat du Christ qui observez foi et chasteté † appelez les peuples à se réunir † guidez les jeunes † protégez la patrie»)                                                                                 | Bernard en armure, tenant sa lance et son bouclier représentant les armoiries de Bade |
| 11 | Les saints Martyrs Lambert et Alexandre Lambert und Alexander                                       | fa4                     | 67            | 212           | Épaules : S• LAMBERTE EP• ET MARTYR S• ALEXANDER MARTYR † CIVITATIS FRIBURGENSIS PATRONI † ORATE PRO POPULO † INTERCEDITE PRO CLERO † INTERPELLITE PRO SACRAM CIVILEMQUE POTESTATEM GERENTIBUS («Ô saints Martyrs Lambert et Alexandre † patrons de notre cité de Fribourg † priez pour son peuple † intercédez pour ceux qui ont la responsabilité de son clergé et de sa ville»)                                                   | Lambert coiffé de sa mitre, portant sa crosse et la palme du martyre Et de l'autre côté, Alexandre tenant une lance et un bouclier représentant une croix grecque |
| 12 | Le saint Archange Michel Michael                                                                    | sol4                    | 59,4          | 150           | Épaules : S• MICHAEL ARCHANGELE PRINCEPS ANGELORUM MILITIÆ † SALUTIS SIGNIFER † DEFENDE NOS IN PRÆLIO («Ô Saint-Michel Archange, prince des milices célestes † porte-étendard du salut † défendez-nous dans le combat») | Michel terrassant le dragon |
| 13 | Les saints Anges gardiens Schutzengel                                                               | la4 +1                  | 57,5          | 149           | Épaules : S• RAPHAEL CUM PIO TOBIA † S• GABRIEL CUM VIRGINE MARIA † S• MICHAEL CUM CÆLESTI HIERARCHIA ADSINT NOBIS IN VIA («Saint-Raphaël avec le pieux Tobie † Saint-Gabriel avec la Vierge Marie † Saint-Michel avec la céleste hiérarchie, soyez notre voie vers le Seigneur») | Raphaël avec le pieux Tobie, Gabriel offrant des lys à la Vierge, Michel entouré des neuf ordres célestes, chacun leur côté |
| 14 | La sainte Abbesse Odile Odilia                                                                      | do5 +1                  | 50,5          | 112           | Épaules : SANCTA ODILIA † PURGA OCULOS MUNDA CORDA † QUIA MUNDI CORDE VIDEBUNT («Ô Sainte-Odile † éclairez nos regards † purifiez nos âmes afin que nous puissions voir Dieu avec un cœur sain») | Odile en tenue d'abbesse avec sa crosse et tenant un livre portant deux anges |
| 15 | Magnificat                                                                                          | ré5                     | 45,6          | 79            | Épaules : MAGNIFICAT ANIMA MEA DOMINUM («Mon âme exalte le Seigneur») | La scène de la Visitation |

| Occasion                                 | Cloches utilisées |
| ---------------------------------------- | --- |
| Grandes fêtes                            | 15 (ré5) — 14 (do5) — 13 (la4) — 12 (sol4) — 11 (fa4) — 10 (ré4) — 9 (do4) — 8 (si3) — 7 (la3) — 6 (sol3) — 5 (fa3) — 4 (ré3) — 3 (do3) — 2 (si2) — 1 (sol2) |
| Dimanches «en vert»                      | 12 (sol4) — 11 (fa4) — 10 (ré4) — 9 (do4) — 7 (la3) — 6 (sol3) — 5 (fa3) — 4 (ré3) — 3 (do3) — 2 (si2)                                                       |
| Angélus du midi                          | 4 (ré3) |
| Agonie et mort du Christ                 | Hosanna (mi bémol3) |
| Moment de l'élévation, aux grandes fêtes | 1 (sol2) |
| Dimanches de l'Avent                     | 11 (fa4) — 9 (do4) — 8 (si3) — 6 (sol3) — Hosanna (mi bémol3) — 3 (do3) — 2 (si2)                                                                            |

## Les orgues

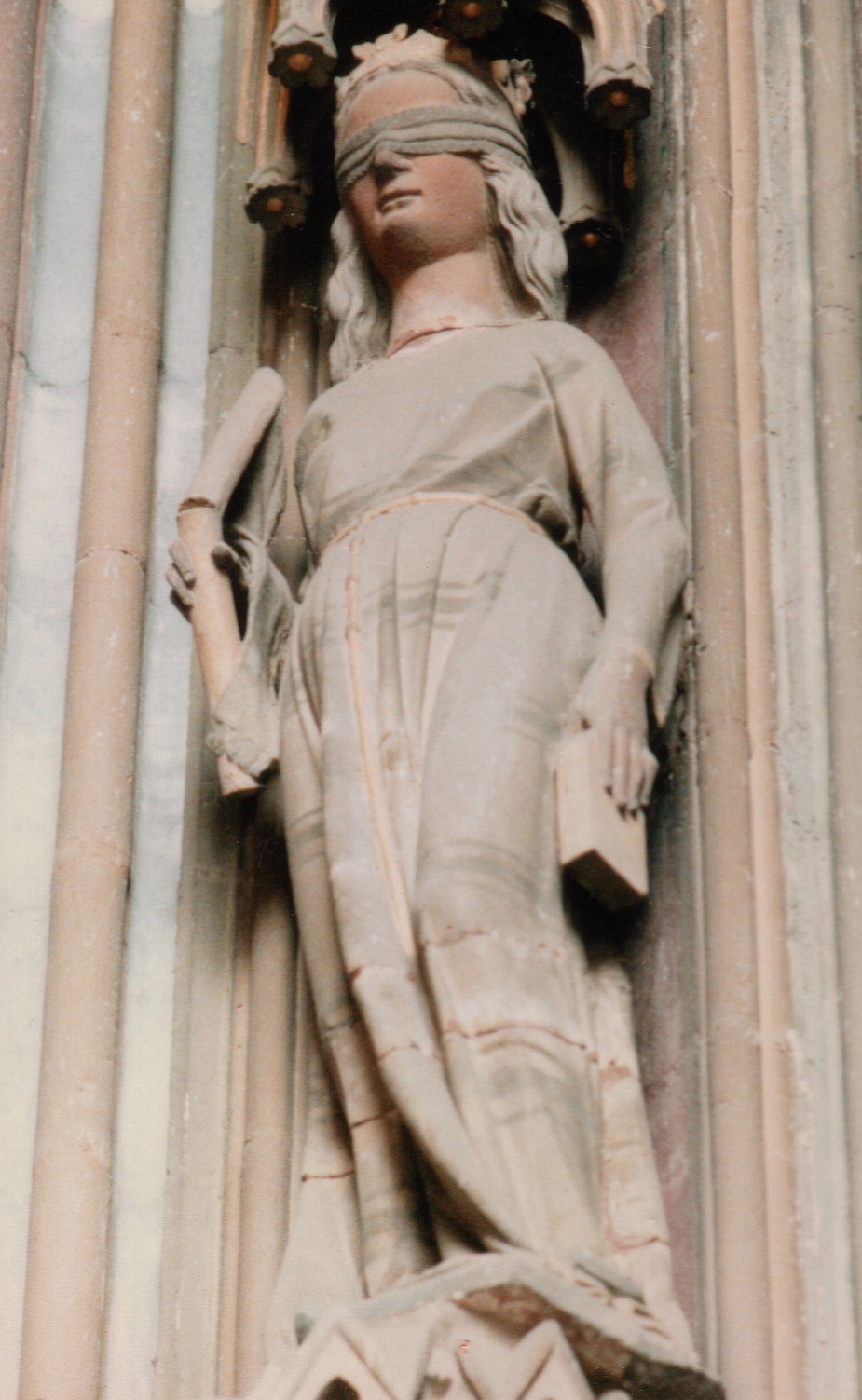
Synagoga aux yeux bandés et à la lance brisée.

La cathédrale possède également un ensemble imposant de quatre orgues, totalisant pas moins de 144 jeux, répartis sur quatre claviers et un pédalier. C'est donc l'un des plus grands orgues d'église du monde.
L'orgue principal, appelé « Marienorgel » ou orgue de la Vierge Marie, se trouve dans le bas-côté nord, date de 1965 et comprend 62 registres. L'orgue de la nef principale, installée en « nid d'hirondelle », date également de 1965 et comprend 21 registres. L'orgue Saint-Michel ou Michaelsorgel, installé sur la tribune, a été reconstruit en 2008 et comporte 36 registres. Enfin, l'orgue de chœur date de 1990 et comprend 25 jeux. Les quatre orgues peuvent être jouées séparément ou toutes ensemble à partir d'une unique console.
L'organiste anglo-américain E. Power Biggs a réalisé dans les années 1960 des enregistrements spectaculaires de grandes œuvres de Bach en utilisant les quatre orgues simultanément.

## Situation légale
À l'époque de la construction, la cathédrale n'était pas la propriété de l'Église, mais celle des citoyens de Fribourg. Au Moyen Âge, la situation se modifia de sorte que le bâtiment devint son propre propriétaire et il fut administré par un curateur désigné par la population de la ville. Plus récemment, on créa l'association Münsterbauverein qui désormais possède la cathédrale.

## Conservation
Pour la conservation de la cathédrale, la Freiburger Münsterbauverein (Association fribourgeoise pour la construction de la cathédrale) a été fondée. Chaque année, cette association investit plusieurs millions d'euros dans le soin et la maintenance du bâtiment et de son intérieur. L'architecte actuellement en charge est Yvonne Faller et la présidence de l'association est tenue par Sven von Ungern-Sternberg.
Pendant toute l'année, 16 personnes sont payées pour entretenir et maintenir la conservation de la cathédrale.

## Représentations picturales
L'une de ses rosaces a inspiré le peintre Odilon Redon pour son tableau Le Vitrail, peint vers 1907.